# Marian Grzegorz Gerlich
Marian Grzegorz Gerlich (ur. 2 czerwca 1949 w Katowicach) – doktor habilitowany nauk humanistycznych, antropolog kultury, etnolog, muzealnik, publicysta. Badacz tożsamości kulturowej, etnicznej oraz tradycyjnej religijności, kultury śląskiej i romskiej, a także Polaków na Kresach. Autor kilkunastu książek i ponad 250 artykułów naukowych. Wieloletni doradca Stowarzyszenia Romów w Polsce.

## Życiorys
Po ukończeniu liceum im. Stefana Batorego w Chorzowie podjął studia etnograficzne na Uniwersytecie Wrocławskim, które ukończył w 1974 roku (praca magisterska pod kierunkiem prof. Aleksandra Lecha Godlewskiego). Następnie podjął pracę jako socjolog w Hucie Pokój w Rudzie Śląskiej (1974–1975). Od 16 lutego 1975 roku do 31 grudnia 1992 roku pracował w Śląskim Instytucie Naukowym. W 1980 roku obronił pracę doktorską na temat religijności pod kierunkiem prof. Adolfa Dygacza na Uniwersytecie Wrocławskim. 
W Śląskim Instytucie Naukowym pełnił funkcję zastępcy kierownika Zakładu Badań Socjologicznych (1985–1986) oraz sekretarza naukowego (od 1988 roku do likwidacji instytutu w 1992 roku). W 1993 roku był dyrektorem Ośrodka Badań Społeczno-Kulturowych Towarzystwa Zachęty Kultury w Katowicach. W latach 1994–1995 doradca medialny w firmach prywatnych. W latach 1996–1997 zastępca dyrektora Instytutu Holocaustu i Dziejów Romów w Europie Środkowej, potem dyrektor Romskiego Instytutu Historycznego. Od 1997 do 1998 roku kierownik Zakładu Kultury Ludowej Górnośląskiego Parku Etnograficznego w Chorzowie. W latach 1998–2003 dyrektor Muzeum Miejskiego w Zabrzu. W latach 2003–2006 redaktor naczelny Zabrzańskiego Informatora Samorządowego (ośrodka prasowo-telewizyjnego). Od 2006 do 2007 roku dziekan Wydziały Dziennikarskiego Wyższej Szkoły Humanistycznej w Katowicach, w latach 2007–2008 docent na Wydziale Dziennikarstwa Małopolskiej Szkoły Zawodowej w Krakowie. W latach 2008–2013 pracował w Instytucie Etnologii i Antropologii Kulturowej Uniwersytetu Śląskiego. W 2011 roku obronił habilitację na podstawie pracy „My, prawdziwi Górnoślązacy...”. Studium etnologiczne na Uniwersytecie Warszawskim. W latach 2013–2016 pracownik Katedry Etnologii i Antropologii Kulturowej Uniwersytetu Wrocławskiego.
W latach pracy poza ośrodkami naukowymi prowadził badania terenowe – zwłaszcza na obszarze Górnego i Dolnego Śląska oraz Litwy, Słowacji i Czech. Współpracował z ośrodkami uniwersyteckimi m.in. w Warszawie, Łodzi i we Wrocławiu, a także z placówkami muzealnymi (m.in. Muzeum Niepodległości w Warszawie).
Redaktor naczelny pism naukowych i kulturowych, w tym: „Zarania Śląskiego” (1984–1992), „Dialogu–Pheniben” (1995–2003), „Orbis Interior. Pisma Muzealno-Humanistycznego” (1999– 2003) oraz „Kronik Miasta Zabrza”.

## Wybrane publikacje

### Prace zwarte
- Śląski witraż. Prawdy, złudzenia, mity, Wydawnictwo Naukowe „Śląsk”, Katowice 2016. ISBN 978-83-7164-885-4.
- „My prawdziwi Górnoślązacy…”. Studium etnologiczne, DiG, Warszawa 2010, ISBN 978-83-7181-651-2.
- Rytm i obyczaj. Cztery szkice o tradycyjnej kulturze górniczej, Muzeum Miejskie w Zabrzu, Zabrze 2003. ISBN 83-87436-27-5.
- Zapisane na Borsigu, Muzeum Miejskie w Zabrzu, Zabrze 2002. ISBN 83-87436-24-0.
- Romowie. Przekraczanie granic własnego świata, Stowarzyszenie Romów w Polsce, Oświęcim 2001. ISSN 1425-3496.
- Sacrum – rodzina – tradycje. Świętowanie roku kościelnego w tradycyjnej kulturze plebejsko-miejskiej Górnego Śląska (współaut. Halina Gerlich), Wydawnictwo Naukowe „Śląsk”, Katowice 1994. ISBN 83-85831-77-0.
- Wigilia śląska, Wydawnictwo PW G&R, Katowice 1990.
- Tradycyjne wierzenia śląskie. Świat nadzmysłowy, a życie codzienne, praca i obrzęd, Uniwersytet Wrocławski, Wrocław–Warszawa, 1992. ISBN 83-85218-36-X.
- Strachy. W kręgu tradycyjnych wierzeń śląskich, Śląski Instytut Naukowy, Katowice 1989. ISBN 83-7008-086-3.

### Redaktor
- Wacław Długoborski. Księga Jubileuszowa (współred. T. Sierny), Wydawnictwo Naukowe „Śląsk”, Katowice 2020.
- Sacrum i jego otoczka kulturowa w realiach górnośląskich. Między dawnymi i nowymi czasy, Instytut Myśli Polskiej im. W. Korfantego, Katowice 2020.
- Tożsamość społeczno-kulturowa miasta, Muzeum Miejskie w Zabrzu, Zabrze 2002.
- Zabrze. Tożsamość, ciągłość, zmiana (współred. T. Schäppe), Dom Współpracy Polsko-Niemieckiej w Gliwicach, Zabrze 2000.
- J. Kubisz, Pamiętnik starego nauczyciela (reprint), Wydawnictwo Polskie, Katowice–Warszawa 1992.
- Zaolzie. Studia i materiały z dziejów społeczności polskiej w Czecho-Słowacji (współred. D. Kadłubiec), Wydawnictwo Społeczne Centrum Badań Naukowych i Dokumentacji, Katowice 1992.
- J. Ligęza. Dzieła, t. II, Ludowa literatura górnicza. Śladami tradycji. Studia nad folklorem górniczym. Podania górnicze z Górnego Śląska, Towarzystwo Zachęty Kultury, Katowice 1992.
- J. Ligęza. Dzieła, t. I, Bajki, (współred. D. Czubala), Towarzystwo Zachęty Kultury, Katowice 1991.
- Śpiewaj ludu, śpiewaj złoty. Księga jubileuszowa śpiewactwa śląskiego 1910–1985, Śląski Instytut Naukowy‚ Katowice 1986.